# Forshaga IF
Forshaga IF, bildad 1907, är en idrottsförening i Forshaga.

## Ishockey
Forshaga IF spelade 12 säsonger i Sveriges högsta division i ishockey och spelar för närvarande i Hockeyettan Västra. Läktaren som användes under klubbens storhetstid på 1950-talet, står K-märkt kvar. Forshaga IF var även den första ishockeyklubben i Sverige att ha reklam på matchtröjorna. Och så har man även en supportergrupp som heter Forshaga Ultras, som bildades 2009. Kända spelare från klubben är bland annat Nils Nilsson och Ulf Sterner.

### Säsongsresultat
| Säsong    | Division             | Placering | Kval/Playoff                                          |
| --------- | -------------------- | --------- | ----------------------------------------------------- |
| 1943/1944 | Division II Västra   | 2         |                                                       |
| 1944/1945 | Division II Västra   | 1         | 3:a i kvalserien                                      |
| 1945/1946 | Division II Västra   | 1         | Kval: Förlorar mot Åker, besegrar Hofors, uppflyttade |
| 1946/1947 | Division I Södra     | 5         | nerflyttade                                           |
| 1947/1948 | Division II Västra   | 1         | Kval: Besegrar Leksand, uppflyttade                   |
| 1948/1949 | Division I Södra     | 3         |                                                       |
| 1949/1950 | Division I Södra     | 3         |                                                       |
| 1950/1951 | Division I Södra     | 3         |                                                       |
| 1951/1952 | Division I Södra     | 4         |                                                       |
| 1952/1953 | Division I Södra     | 5         | nerflyttade                                           |
| 1953/1954 | Division II Västra B | 1         | Kval: Förlorar mot Västerås                           |
| 1954/1955 | Division II Västra B | 2         |                                                       |
| 1955/1956 | Division II Västra B | 1         | Kval: Besegrar Alvesta, uppflyttade                   |
| 1956/1957 | Division I Södra     | 5         |                                                       |
| 1957/1958 | Division I Södra     | 3         |                                                       |
| 1958/1959 | Division I Södra     | 5         |                                                       |
| 1959/1960 | Division I Södra     | 4         |                                                       |
| 1960/1961 | Division I Södra     | 6         |                                                       |
| 1961/1962 | Division I Södra     | 7         | 6:a i kvalificeringsserien, nerflyttade               |
| 1962/1963 | Division II Västra B | 3         |                                                       |
| 1963/1964 | Division II Västra B | 4         |                                                       |
| 1964/1965 | Division II Västra B | 4         |                                                       |
| 1965/1966 | Division II Västra B | 4         |                                                       |
| 1966/1967 | Division II Västra B | 4         |                                                       |
| 1967/1968 | Division II Västra B | 5         |                                                       |
| 1968/1969 | Division II Västra B | 9         |                                                       |
| 1969/1970 | Division II Västra B | 3         |                                                       |
| 1970/1971 | Division II Västra B | 3         |                                                       |
| 1971/1972 | Division II Västra B | 3         |                                                       |
| 1972/1973 | Division II Västra B | 6         |                                                       |
| 1973/1974 | Division II Västra A | 4         |                                                       |
| 1974/1975 | Division II Västra   | 7         |                                                       |

När seriesystemet läggs om 1975 får Forshaga inte längre spela i någon av de högre divisionerna. Det blir en lång väntan i lägre divisioner. Några säsonger kring millennieskiftet utgör de första försöken att ta sig tillbaka, men 2005 ger man upp och drar sig självmant ur.
| Säsong                              | Division            | Placering | Vårserie        | Kval/Playoff                  |
| ----------------------------------- | ------------------- | --------- | --------------- | ----------------------------- |
| 1999/2000                           | Division 1 Västra B | 8         |                 |                               |
| 2000/2001                           | Division 1 Västra B | 9         | 5:a i vårserien | 4:a i kvalserien, nerflyttade |
| 2001–2003 spelade man i Division 2. |                     |           |                 |                               |
| 2003/2004                           | Division 1 Västra B | 5         | 1:a i vårserien | 2:a i kvalserien              |
| 2004/2005                           | Division 1 Västra   | 10        |                 | Drog sig ur Division 1        |

Efter att man dragit sig ur Division 1 spelade man sju år i Division 2 innan man tog sig tillbaka och denna gång höll man sig kvar i divisionen. 2019 tog man sig till playoff och 2021 tog man sig dessutom till Allettan för första gången.
| Säsong    | Division            | Placering | Vårserie             | Kval/Playoff                                   |
| --------- | ------------------- | --------- | -------------------- | ---------------------------------------------- |
| 2012/2013 | Division 2 Västra B | 1         |                      |                                                |
| 2013/2014 | Division 1C         | 8         | 4:a i vårserien      | 2:a i kvalserie E                              |
| 2014/2015 | Hockeyettan Västra  | 11        | 6:a i vårserien      |                                                |
| 2015/2016 | Hockeyettan Västra  | 8         | 5:a i vårserien      |                                                |
| 2016/2017 | Hockeyettan Västra  | 10        | 5:a i vårserien      |                                                |
| 2017/2018 | Hockeyettan Västra  | 8         | 3:a i vårserien      |                                                |
| 2018/2019 | Hockeyettan Västra  | 11        | 1:a i Vårettan       | Playoff: Besegrar Väsby; utslagna av Östersund |
| 2019/2020 | Hockeyettan Västra  | 7         | 3:a i Vårettan       |                                                |
| 2020/2021 | Hockeyettan Västra  | 5         | 3:a i Allettan Norra | Slutspel: Utslagna av Visby/Roma               |
| 2021/2022 | Hockeyettan Västra  | 4         | 9:a i Allettan Norra |                                                |

### Hissade tröjor
Tre spelare har fått sina spelartröjor uppsatta i taket som en hederbevisning:
- Nisse Nilsson 1997
- Ulf Sterner 1997
- Hans Adrian 2008

## Forshaga IF-Fotboll
Herrlaget spelar år 2022 i division 4 Värmland och tränare är Ola Andrésen.
Även här finns supportergruppen Forshaga Ultras som hejar fram laget. De har medverkat i Discoverys serie Gärdsgårdsserien.